# Namukulu
El poblado de Namukulu un municipio y un distrito electoral en la isla de Niue (Polinesia, Océano Pacífico Sur). Es uno de los 14 pueblos existentes en la isla de Niue. Contaba en el año 2011 con 14 habitantes, y una superficie de 1,48 km². Es el poblado más chico y con menos habitantes de toda la isla. Se encuentra a 5 km al norte de la capital administrativa Alofi. Se encuentra en la costa nororiental de dicha isla, en la región histórica de la tribu Motu, la cual cubría la mitad norte de la isla.

## Demografía
Evolución demográfica
| Gráfica de evolución demográfica de Tamakautoga entre 2001 y 2011 |
|                                                                   |
|                                                                   |